# Alex Høgh Andersen
Alex Høgh Andersen (20 de mayo de 1994) es un actor, modelo, filántropo y fotógrafo danés. Es conocido principalmente por su papel de Ivar el Deshuesado en la serie de televisión de drama histórico canadiense-irlandesa Vikings.

## Biografía
Nacido y criado en un pequeño pueblo al sureste de Copenhague llamado Slagelse, descubrió su amor por la actuación mientras estudiaba teatro en la escuela. Fue allí donde aprendió los conceptos básicos de la actuación, incluida la disciplina, el enfoque y el trabajo en equipo necesarios para tener éxito en el negocio. Participó en muchas obras musicales orientadas y tuvo la suerte de ganar mucha experiencia con muchos papeles importantes. Al igual que sus compañeros, comenzó a ir a audiciones para papeles en el cine. A los 17 años, se dio cuenta de la diferencia entre las actuaciones en vivo y actuar frente a una cámara, lo que lo motivó a realizar estudios de cine y medios en la Universidad de Copenhague.
En su tiempo libre, se dedica a la fotografía. Al considerarse una persona de mentalidad visual, continúa aprendiendo más y más acerca de las cámaras debido a su experiencia en la filmación y dirección de cortometrajes. Sabe bailar, cantar, practicar deportes, esgrima y acrobacias.
Andersen también es filántropo y dona a organizaciones benéficas como Unicef, Care Denmark y Kræftensbekæmpelse (lucha contra el cáncer). Probablemente se pueda identificar con la lucha contra el cáncer, ya que a su madre (Charlotte Høgh) le diagnosticaron cáncer de mama a una edad más temprana.

## Filmografía

### Película
| Año  | Título                   | Papel       | Notas                        |
| ---- | ------------------------ | ----------- | ---------------------------- |
| 2015 | Ødeland                  | Jakup       | Cortometraje                 |
| 2015 | Una Guerra               | Anders Holm | También conocido como Krigen |
| 2017 | Koldt på toppen          | Él          | Cortometraje                 |
| 2022 | Una sombra en mi ojo     | Frederik    | Principal                    |
| 2024 | La habitación de al lado | Fred        | Secundario                   |

### Televisión
| Año       | Título                    | Papel              | Notas                                  |
| --------- | ------------------------- | ------------------ | -------------------------------------- |
| 2012      | Outsider                  | Victor             | Principal                              |
| 2013      | Tvillingerne & Julemanden | William Iversen    | Principal                              |
| 2015      | Hedensted Alto            | Flotte Tjelle      | Invitado                               |
| 2016—2020 | Vikings                   | Ivar el Deshuesado | Principal, serie de TV History Channel |

## Teatro
| Año  | Título           | Función          | Notas     |
| ---- | ---------------- | ---------------- | --------- |
| 2010 | Sværdet i Stenen | Arthur Pendragon | Principal |